# Schrödinger funcional
En física matemàtica, alguns enfocaments de la teoria quàntica de camps són més populars que d'altres. Per raons històriques, la representació de Schrödinger és menys afavorida que els mètodes espacials de Fock. En els primers dies de la teoria quàntica de camps, mantenir simetries com la invariància de Lorentz, mostrar-les de manera manifesta i demostrar la renormalització eren de cabdal importància. La representació de Schrödinger no és manifestament invariant de Lorentz i la seva renormalització només es va mostrar tan recentment com la dècada de 1980 per Kurt Symanzik (1981).
Dins de la representació de Schrödinger, la funció d'ona de Schrödinger destaca com potser l'eina funcional més útil i versàtil, tot i que actualment hi ha un interès especialitzat.
La funcional de Schrödinger és, en la seva forma més bàsica, el generador de translació temporal de les funcions d'ona d'estat. En termes senzills, defineix com evoluciona un sistema de partícules quàntiques al llarg del temps i com són els sistemes posteriors.

## Rerefons
La mecànica quàntica es defineix sobre les coordenades espacials {\displaystyle \mathbf {x} } sobre el qual actua el grup galileà, i els operadors corresponents actuen sobre el seu estat com {\displaystyle {\hat {\mathbf {x} }}\psi (\mathbf {x} )=\mathbf {x} \psi (\mathbf {x} )}. L'estat es caracteritza per una funció d'ona {\displaystyle \psi (\mathbf {x} )=\langle \mathbf {x} |\psi \rangle } s'obté projectant-lo sobre els estats propis de coordenades definits per {\displaystyle {\hat {\mathbf {x} }}\left|\mathbf {x} \right\rangle =\mathbf {x} \left|\mathbf {x} \right\rangle }. Aquests estats propis no són estacionaris. L'evolució del temps és generada per l'Hamiltonià, donant lloc a l'equació de Schrödinger {\displaystyle i\partial _{0}\left|\psi (t)\right\rangle ={\hat {H}}\left|\psi (t)\right\rangle }. Tanmateix, en la teoria quàntica de camps, la coordenada és l'operador de camp {\displaystyle {\hat {\phi }}_{\mathbf {x} }={\hat {\phi }}(\mathbf {x} )}, que actua sobre l'ona funcional de l'estat com
{\displaystyle {\hat {\phi }}(\mathbf {x} )\Psi \left[\phi (\cdot )\right]=\operatorname {\phi } \left(\mathbf {x} \right)\Psi \left[\phi (\cdot )\right],}
on " ⋅ " indica un argument espacial no vinculat. Aquesta ona funcional
{\displaystyle \Psi \left[\phi (\cdot )\right]=\left\langle \phi (\cdot )|\Psi \right\rangle }
s'obté mitjançant el camp estats propis
{\displaystyle {\hat {\phi }}(\mathbf {x} )\left|\Phi (\cdot )\right\rangle =\Phi (\mathbf {x} )\left|\Phi (\cdot )\right\rangle ,}
que s'indexen mitjançant configuracions de "camp clàssic" no aplicades {\displaystyle \Phi (\cdot )}. Aquests estats propis, com els estats propis de posició anteriors, no són estacionaris. L'evolució del temps és generada per l'Hamiltonià, donant lloc a l'equació de Schrödinger,
{\displaystyle i\partial _{0}\left|\Psi (t)\right\rangle ={\hat {H}}\left|\Psi (t)\right\rangle .}
Així, l'estat en la teoria quàntica de camps és conceptualment una superposició funcional de configuracions de camp.